# Moore (Oklahoma)
Moore ist eine Stadt in Oklahoma in den USA. Sie liegt im Cleveland County und ist ein Teil der Metropolitan Area von Oklahoma City. Das U.S. Census Bureau hat bei der Volkszählung 2020 eine Einwohnerzahl von 62.793 ermittelt.

## Geographie
Moore liegt an der nördlichen County Grenze, und seine Gemarkung umfasst nach den Angaben des United States Census Bureau eine Fläche von 56,7 km2, wovon 56,2 km2 auf Land und der Rest auf Gewässer entfallen. Im Westen, Norden und Osten wird das Stadtgebiet direkt von dem Oklahoma Citys umschlossen, südlich liegt Norman. Die Interstate 35 führt gemeinsam mit dem U.S. Highway 77 in Nord-Süd-Richtung durch das Stadtgebiet.

## Geschichte
Moore liegt weniger als zwanzig Minuten entfernt von der Innenstadt von Oklahoma City, dem Will Rogers World Airport, der Tinker Air Force Base, der University of Oklahoma, dem Mike Monroney Aeronautical Center und vielen Unternehmen, Fabriken, öffentlichen und privaten Schulen sowie Erholungs- und Kulturangeboten.

### Tornados
Die Stadt wurde am 4. Oktober 1998, 3. Mai 1999, 8. Mai 2003, 10. Mai 2010 und 20. Mai 2013 von Tornados getroffen. Der Tornado vom 3. Mai 1999 erreichte die Stufe F5 auf der Fujita-Skala. Er gilt mit einer Geschwindigkeit von 512 km/h als der stärkste Wirbelsturm, der bisher weltweit beobachtet wurde. Er hinterließ eine verwüstete Schneise von 1,5 mal 11 Kilometern und tötete 36 Menschen in der Region von Oklahoma City.

#### Mai 2013
Am 20. Mai 2013 verwüstete ein Tornado, der vorläufig in die Intensitätskategorie EF-4 eingestuft wurde, den Großteil der Stadt. Die beiden Elementary Schools Briarwood and Plaza Towers wurden dabei völlig zerstört. Die Gebäude waren zu dem Zeitpunkt mit 75 Schülern voll besetzt, zahlreiche Kinder konnten jedoch vor dem Einsturz gerettet werden. Insgesamt starben durch den Tornado rund um Moore und im Bundesstaat Oklahoma mindestens 24 Menschen.

## Bildung
Der Moore Public Schools Distrikt war bis zum 20. Mai 2013 bestehend aus 3 High Schools: Moore, Southmoore, Westmoore; 5 Junior High School’s: Brink, Central, East Highland, Highland West, Moore Westen; und 22 Elementary School’s: Apple Creek, Briarwood, Broadmoore, Bryant, Earlywine, Eastlake, Fairview, Fisher, Heritage Trails, Houchin, Kelley, Kingsgate, Northmoor, Oak Ridge, Plaza Towers, Red Oak, Santa Fe, Sky Ranch, Früher, Southgate-Rippetoe, Wayland Bonds und Winding Creek.

## Persönlichkeiten
- Danny Cooksey (* 1975), Schauspieler, Synchronsprecher und Musiker